# Holger Reenberg
Holger Christian Frederik Reenberg (3. september 1872 i København – 21. marts 1942 på Frederiksberg) var en dansk skuespiller.
Reenberg debuterede som skuespiller 6. september 1896 i Helsingør, og han optrådte i de følgende 4 år udelukkende i provinsen.
Herefter havde han engagementer ved forskellige københavnske teatre:
Ved Casino 1900-1910, 1911-1912, 1914-1917 og 1935-1936.
Ved Dagmarteatret 1910-1911 og 1917-1922.
Ved Folketeatret 1912-1914, 1933-1934 og 1937-1939.
Ved Betty Nansen Teatret 1922-1930.
Ved Det kongelige Teater 1930-1933.
Ved Det Ny Teater 1934-1935.
Han debuterede som filmskuespiller i 1912 og nåede at indspille en række stumfilm, inden han i 1931 indspillede sin første tonefilm Hotel Paradis.
Fra 1939 og indtil sin død var han bevillingshaver til Fasan Bio.
Holger Reenbergs repertoire favnede karakterroller og i den lettere ende roller som førsteelsker. Med sin gode sangstemme gjorde han også fyldest i operettefaget.

## Privat
Holger Reenberg var gift 3 gange. Første ægteskab blev indgået 1. juni 1901 med skuespiller Marie Sophie Christine Sørensen (4. september 1876 – 4. november 1942). Han blev gift anden gang den 12. oktober 1920 med skuespiller Magda Helene Borving Eriksen (13. november 1897 – 2. marts 1976) med hvem han i 1919 fik datteren Annelise Reenberg. Den 18. februar 1928 blev han gift med skuespiller Ellen Carla Marie Carstensen (12. august 1899 – 20. november 1985) med hvem han i 1927 fik sønnen Jørgen Reenberg. Sammen med skuespiller Olga Svendsen fik han i 1906 datteren Elga Olga.
Holger Reenberg er begravet på Frederiksberg ældre kirkegård.

## Filmografi
- Efter Dødsspringet – 1912
- Chaufførens Hemmelighed – 1912
- Marconi-Telegrafisten – 1912
- Storstadens Hyæne – 1912
- Skæbnens veje – 1912
- Skuespilleren – 1913
- En Straamand – 1913
- Dr. Nicholson og den blaa Diamant – 1913
- Under Møllevingen – 1913
- Elskovsleg – 1914
- Ansigtet bag Ruden – 1914
- Ein Lebenskünstler – 1925
- Filmens Helte – 1928
- Hallo! Afrika forude! – 1929
- Hotel Paradis – 1931
- Kirke og orgel – 1932
- Barken Margrethe af Danmark – 1934
- De bør forelske Dem – 1935
- Provinsen kalder – 1935
- Livet på Hegnsgaard – 1938
- En desertør – 1940